# Червоный Пахарь (Сумская область)
Червоный Пахарь (укр. Червоний Пахар) — село,
Суходольский сельский совет,
Глуховский район,
Сумская область,
Украина.
Код КОАТУУ — 5921587904. Население по переписи 2001 года составляло 3 человека .

## Географическое положение
Село Червоный Пахарь находится на правом берегу реки Локня, выше по течению на расстоянии в 3,5 км расположено село Малая Слободка, ниже по течению на расстоянии в 3 км расположено село Уланово.